# Altenhausen (Freising)
Das Kirchdorf Altenhausen ist ein Stadtteil der Großen Kreisstadt Freising im Landkreis Freising, Oberbayern. 

## Lage
Der Ort liegt etwa drei Kilometer nordöstlich der Stadtmitte und etwa einen Kilometer vom Stadtrand entfernt. Nur wenige hundert Meter westlich liegt der Ortsteil Xaverienthal, der nur aus einem Anwesen besteht.

## Geschichte
Der Ort wird erstmals 772 als Altunhusir erwähnt. In den folgenden Jahrhunderten wird der Ort immer wieder im Rahmen von Grundstücksgeschäften erwähnt. Wichtigste Grundbesitzer waren der Bischof von Freising, das Freisinger Domkapitel und das Kloster Neustift. Altenhausen gehörte gerade noch zum Territorium des Hochstift Freising, die Landeshoheit hatte der Freisinger Fürstbischof. Von 1818 bis 1904 war der Ort Teil der Gemeinde Neustift. Am 1. Januar 1905 wurde die gesamte Gemeinde in die Stadt Freising eingegliedert.
Seit November 2020 führt nordöstlich die seit 2017 errichtete Nordostumgehung der Stadt Freising am Ort vorbei.

## Bauwerke
- Filialkirche St. Valentin